# David Chipperfield
David Chipperfield (ur. 18 grudnia 1953 w Londynie) – brytyjski architekt znany z projektowania i renowacji muzeów, w tym River and Rowing Museum w Henley-on-Thames i Figge Art Museum w Davenport. Był jedynym Brytyjczykiem, który został wybrany do przebudowy muzeum sztuki nowoczesnej Tate Modern w 1994.

## Życiorys
W październiku 2009 ukończył odbudowę zniszczonego budynku Neues Museum w Berlinie, za którą w 2011 roku został wyróżniony Nagrodą im. Miesa van der Rohe.
W 2010 wyróżniony nagrodą Wolfa w sztuce.

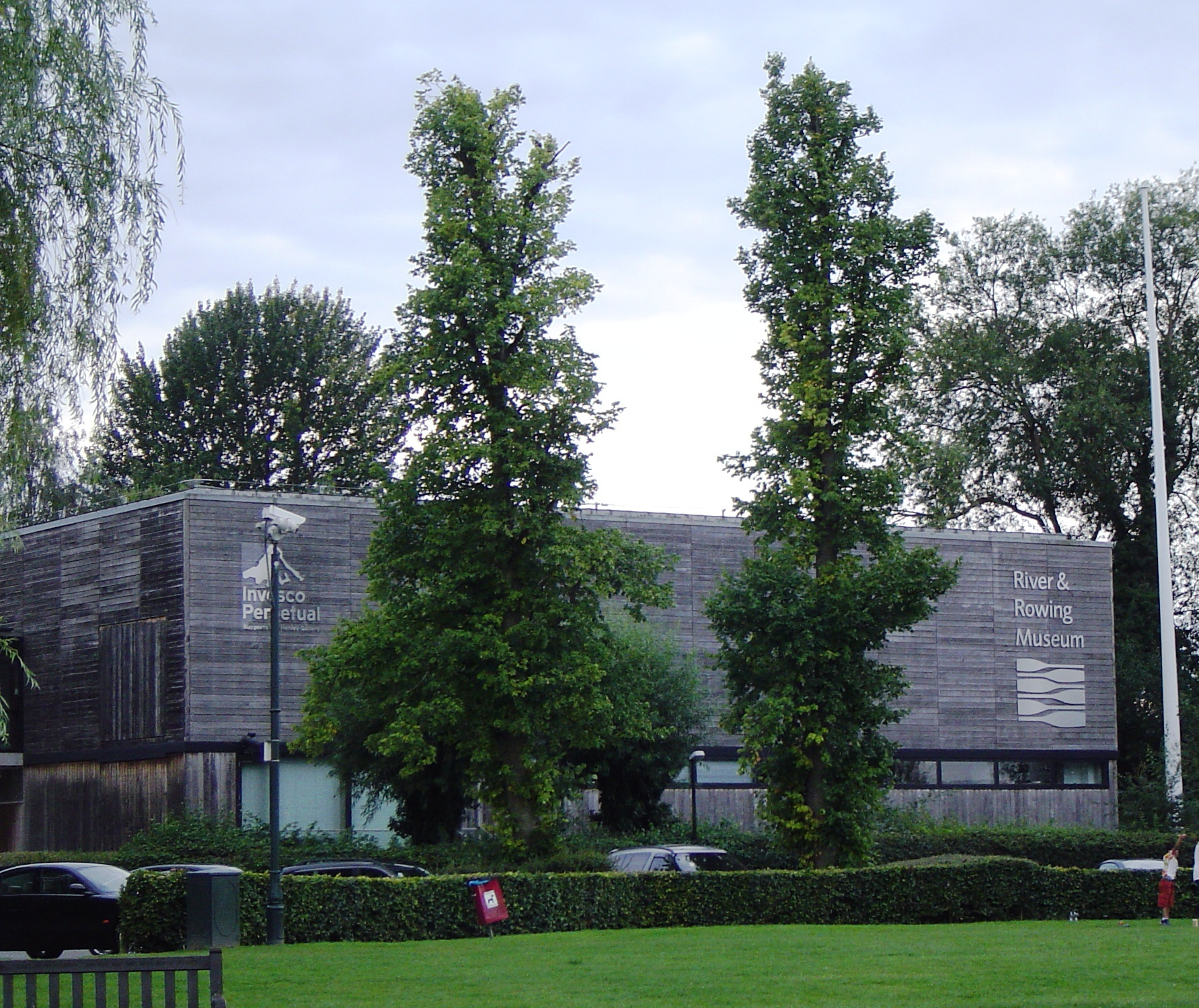
Budynek River and Rowing Museum w Henley-on-Thames

W 2023 otrzymał Nagrodę Pritzkera. 